# ああ離婚
『ああ離婚』（あありこん）は、1982年10月14日から1983年1月13日までTBS系列で放送されていたTBS製作のテレビドラマである。放送時間は毎週木曜 20:00 - 20:54 （日本標準時）。全13話。

## 概要
元々は橋田壽賀子作、石井ふく子演出で舞台化されていた作品であったが、これをテレビドラマ化したものである。橋田壽賀子による「家庭ドラマシリーズ」の3作目とも紹介されている。当時離婚率が上昇していた世相を背景に、離婚に直面している50代・40代・30代・20代の各世代の夫婦の離婚騒動とその原因を探りながら日常を描き、女の幸せや本当の夫婦とは何かということを問い直したという作品である。メインキャストはほぼ、舞台版と同じである。この作品で、石井ふく子が初めてテレビドラマの演出を手掛けた。
- キャッチコピー：「50代、40代、30代、20代 妻たちが「離婚」に賭ける あのがむしゃらなエネルギーは一体何なのだ⁈」

## 出演
- 佐倉宗子：京マチ子（特別出演）
- 西山香子（宗子の妹）：渡辺美佐子
- 崎田瑶子（宗子の妹）：長山藍子
- 香川春子（宗子の娘）：中田喜子
- 崎田太一（瑶子の息子）：松村雄基
- 崎田良二（瑶子の息子）：妹尾潤
- 崎田隆（瑶子の息子）：日高広貴
- 光子（直人の愛人）：松原智恵子
- 香川久子（春子の姑）：赤木春恵（友情出演）
- 谷口（直人の部下）：湯沢紀保
- 弘子：山下陽子
- 佐倉圭造（宗子の夫）：佐藤英夫
- 崎田直人（瑶子の夫）：新克利
- 西山敏之（香子の夫）：石濱朗
- 香川洋介（春子の夫）：三ツ木清隆
- 香川修吾（春子の舅）：大坂志郎

## スタッフ
- 作：橋田壽賀子
- プロデューサー：石井ふく子
- 演出：石井ふく子、鴨下信一、川俣公明

## サブタイトル
| 話数 | 放送日         | サブタイトル     | 演出       |
| ---- | -------------- | ---------------- | ---------- |
| 1    | 1982年10月14日 | 離婚届にハンを!  | 石井ふく子 |
| 2    | 1982年10月21日 | ああ性格の不一致 | 石井ふく子 |
| 3    | 1982年10月28日 | 煙草お酒やめて   | 鴨下信一   |
| 4    | 1982年11月4日  | 浮気ですってッ?  | 鴨下信一   |
| 5    | 1982年11月11日 | 女房は家にいろ!  | 鴨下信一   |
| 6    | 1982年11月18日 | 母親の資格なし!  | 石井ふく子 |
| 7    | 1982年11月25日 | 女がいるのよッ!  | 川俣公明   |
| 8    | 1982年12月2日  | 愛人から慰謝料を | 川俣公明   |
| 9    | 1982年12月9日  | 離婚も面倒ねえ…  | 川俣公明   |
| 10   | 1982年12月16日 | 子供こそいい迷惑 | 川俣公明   |
| 11   | 1982年12月23日 | 女の気持男の気持 | 川俣公明   |
| 12   | 1983年1月6日   | 親離れさせてッ!  | 石井ふく子 |
| 13   | 1983年1月13日  | 敵同士は仲間同志 | 石井ふく子 |